# 水蕹科
水蕹科只有一属—水蕹属（Aponogeton），约30余种，分布于东南亚、澳洲和非洲，主要品种都在南非，都是水生草本植物。中国只有一种—水蕹（A. lakhonensis A.Camus）。1981年的克朗奎斯特分类法将其分入茨藻目，1998年的根据基因亲源关系分类的APG 分类法以及2003年修订后的APG II 分类法都将其并入泽泻目。
本科植物生长于浅水塘中，叶沉水或浮水；花两性，辐射对称；茎有块状的根茎；果实为革质的蓇葖果。

## 下级分类
本科包括以下属：
- Amogeton Neck., 1790
- Apogeton Schrad. ex Steud., 1840
- 水蕹属 Aponogeton L.f.
- Aponogiton Kuntze, 1903
- Limnogeton Edgewater ex W.Griffith, 1851